# 藏百合
藏百合（学名：Lilium paradoxum）为百合科百合属下的一个种。

## 扩展阅读
- 維基物種上的相關：藏百合